# Judaszówka (Jelna)
Judaszówka – przysiółek wsi Jelna w Polsce położony w województwie podkarpackim, w powiecie leżajskim, w gminie Nowa Sarzyna.
W latach 1975–1998 przysiółek administracyjnie należał do województwa rzeszowskiego.